# Leucocroton linearifolius
Leucocroton linearifolius är en törelväxtart som beskrevs av Nathaniel Lord Britton. Leucocroton linearifolius ingår i släktet Leucocroton och familjen törelväxter. Inga underarter finns listade i Catalogue of Life.